# Monschau
Monschau ['mon.ʃaʊ, auch 'mɔn.dʒaʊ̯] (bis 1918 Montjoie) ist eine Stadt an der Rur in der Eifel. Sie liegt in Nordrhein-Westfalen und gehört zur Städteregion Aachen. Die Stadt liegt zwischen den Berghängen des Naturparks Hohes Venn-Eifel in der Rureifel, die ihren Namen nach dem Fluss Rur trägt.

## Geographie
Nachbarorte sind Simmerath, Schleiden, Hellenthal und die belgischen Orte Eupen, Weismes, Bütgenbach, Rocherath und Büllingen.

### Klima
Der Jahresniederschlag beträgt 1222 mm und liegt damit im oberen Zehntel der von den Messstellen des Deutschen Wetterdienstes erfassten Werte. Über 93 % zeigen niedrigere Werte an. Der trockenste Monat ist der September; am meisten regnet es im Dezember. Im niederschlagreichsten Monat fällt ca. 1,8-mal mehr Regen als im trockensten Monat. Die jahreszeitlichen Niederschlagschwankungen liegen im oberen Drittel. In über 86 % aller Orte schwankt der monatliche Niederschlag weniger.

### Stadtgliederung

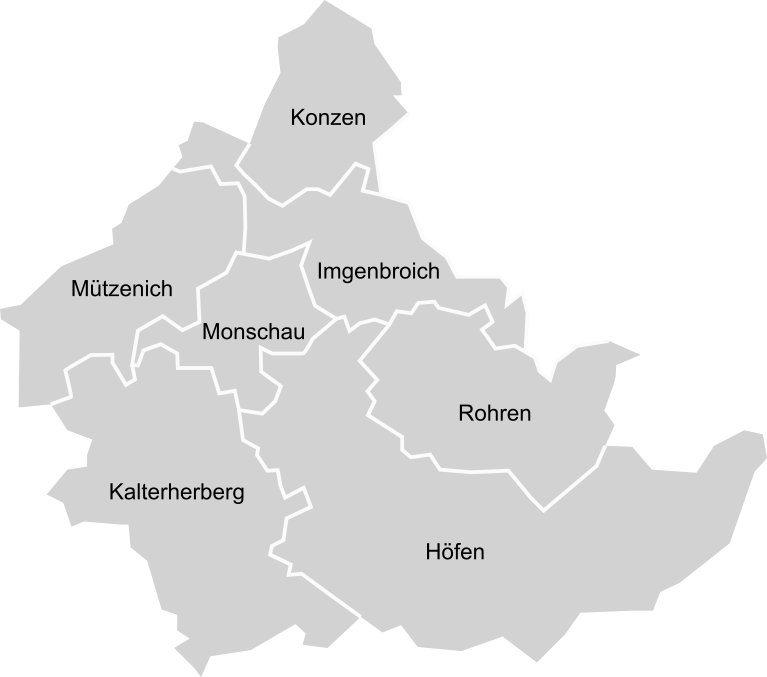
Monschauer Stadtteile

Seit dem 1. Januar 1972 besteht die Stadt Monschau aus den Stadtteilen:
- Höfen mit 2054 Einwohnern (31. Dezember 2006)
- Imgenbroich mit Widdau mit 2010 Einwohnern (31. Dezember 2006)
- Kalterherberg mit Ruitzhof mit 2432 Einwohnern (31. Dezember 2006)
- Konzen mit dem Gehöft Rückschlag mit 2428 Einwohnern (31. Dezember 2006)
- Monschau mit 1696 Einwohnern (31. Dezember 2006)
- Mützenich mit 2237 Einwohnern (31. Dezember 2006)
- Rohren mit 741 Einwohnern (31. Dezember 2006)

Durch das Stadtgebiet verläuft die zum belgischen Staatsgebiet gehörende Vennbahntrasse, die Mützenich, Ruitzhof und Rückschlag zu von Belgien umschlossenen Exklaven Deutschlands macht.

## Geschichte

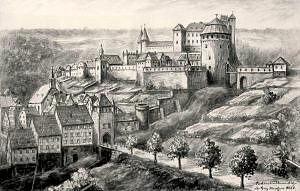
Burg Monschau um 1650

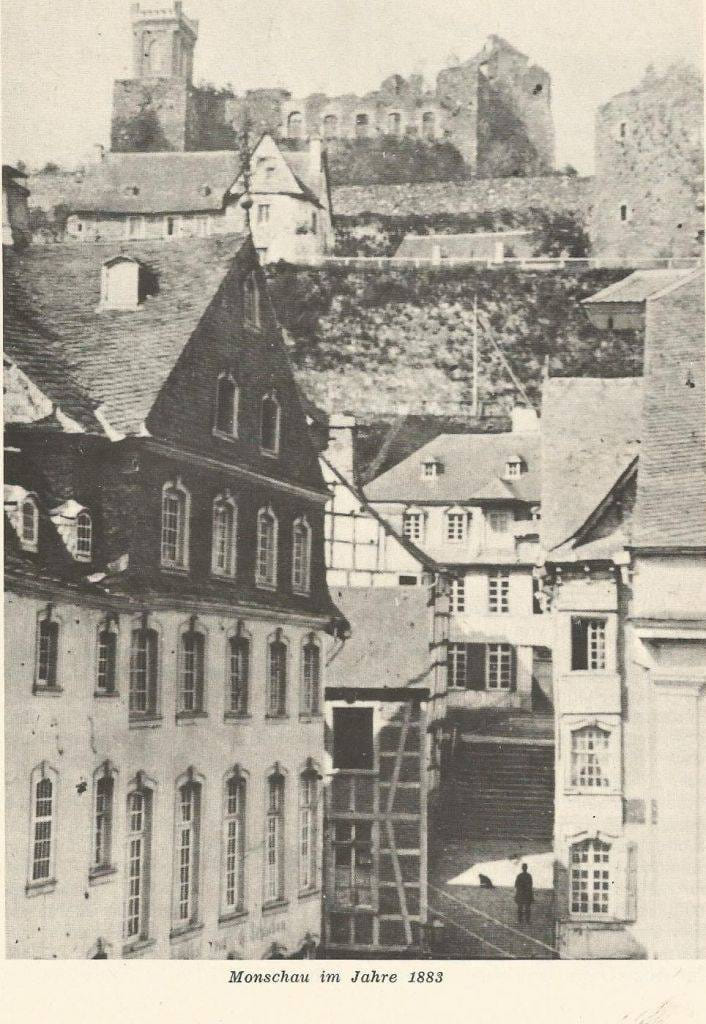
Blick auf Burg mit abgetragenen Dächern, 1883

Im Jahr 1198 wurde Monschau als Mons Ioci zum ersten Mal erwähnt, die genaue Herkunft des Namens ist nicht feststellbar. Urkundlich wurden über die Jahre unterschiedliche Namen beziehungsweise Schreibweisen benutzt, beispielsweise: 1225 de Munioy, 1226 Monjoje, 1248 de Monsyoge, 1251 de Můns Yoia, 1279 de Munzoyge, 1338 de Muynzie, 1354 de Monyou, 1364 zu Moynschawe, 1384 Monzwauwe, 1429 zu Monschauwe. Bis 1918 hieß die Stadt Montjoie. Am 9. August 1918 wurde der Name durch kaiserlichen Erlass Wilhelms II. in Monschau geändert. Die Namensänderung wird heute als „übermäßiger Kulturpatriotismus“ angesehen und blieb als einzige der zahlreichen kriegspolitisch bedingten Ortsnamensänderungen bestehen.
Vermutlich zu Beginn des 13. Jahrhunderts wurde die Burg Monschau als Castrum in Munioie durch die Herzöge von Limburg errichtet und im 14. Jahrhundert weiter ausgebaut. Sie liegt über dem Rurtal, dort wo der Laufenbach in die Rur mündet. Heute befindet sich in der renovierten Burg die ältere der beiden Jugendherbergen Monschaus. 1351 wurde im Auftrag der Burgherren am Ufer der Rur und angelehnt an das ehemalige Stadttor, „Achter Pforte“ oder „Luxemburger Pforte“ genannt, ein Burghaus als Dienstwohnung für den Revierförster und Wachleiter der Burg erbaut, das später den Namen Haus zum Turm erhielt und nach mehrfachen Um- und Ausbauten sowie Besitzerwechseln heute (2024) als ältestes Wohnhaus Monschaus zählt.
1352 erhielt Montjoie Stadtrechte. Die Herrschaft Montjoie ging nach dem Tod von Johann III. von Schönforst-Montjoie 1433 an das Herzogtum Jülich über.
Im Jahr 1596 wurde in Montjoie eine Leprakolonie eingerichtet.
Die Stadtbevölkerung vergrößerte sich im Dreißigjährigen Krieg durch zahlreiche protestantische deutschsprachige Flüchtlinge und Tuchmacher.
Im Jahr 1654 erfolgte der Bau eines Rathauses vor der Stadtmauer. 1710 siedelten sich die Ursulinen in Monschau an, die im 1715–1718 errichteten Ursulinenkloster Monschau in der Laufenstraße unterkamen. 1712 folgten die Minoriten. Nach der Besetzung durch französische Revolutionstruppen wurde Monschau 1794 Kantonssitz und 1816 Kreissitz des preußischen Kreises Montjoie. Die Niederlassung des Ursulinenordens bestand zunächst bis 1838, danach erneut von 1857 bis 1877 und zuletzt von 1927 bis 1978. Die höhere Töchterschule wurde danach als Bischöfliche Mädchenrealschule St. Ursula vom Bistum Aachen weitergeführt. Die Minoriten waren bereits 1804 säkularisiert worden; aus der Minoritenschule ging später das städtische St. Michael-Gymnasium hervor.
Im September 1944 wurde Monschau schnell durch amerikanisches Militär eingenommen. Deshalb blieb die Stadt, im Unterschied zu den teilweise schwer umkämpften Orte des Umlandes, weitgehend von schweren Zerstörungen im Zweiten Weltkrieg verschont.

### Textilindustrie

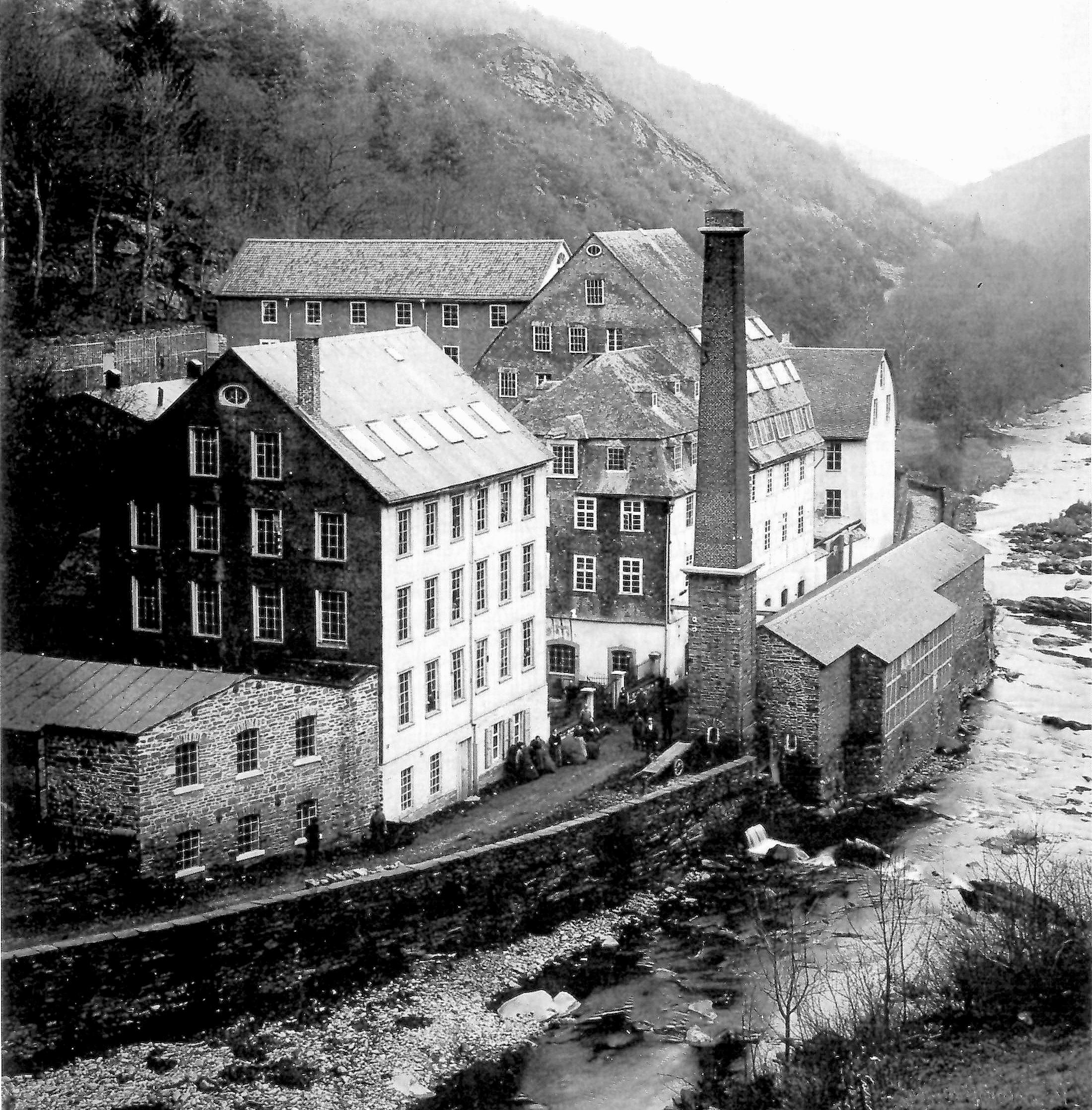
Scheiblerfabrik Rosenthal

Als Begründer der Monschauer Feintuchproduktion gilt der am Ende des 16. Jahrhunderts wegen der Begleitumstände der Aachener Religionsunruhen von dort ausgewanderte protestantische Tuchmacher Arnold Schmitz, der im sogenannten Schmitzenhof an der Rur die ersten Feintuche in der Stadt herstellte. Diese benötigten allerdings, im Unterschied zu den bis dahin in Heimarbeit im Umland hergestellten groben Tuchen, Wolle von besserer Qualität, die von auswärts eingeführt werden musste. Dafür ließ sie sich europaweit exportieren und bot den Fabrikanten große Gewinne. Der aus dem bergischen Land zugezogene protestantische Pfarrersohn Johann Heinrich Scheibler führte schließlich die Textilindustrie der Stadt im 18. Jahrhundert zu ihrem Höhepunkt. Noch heute sichtbares Symbol dieser Blütezeit ist das von der Fabrikantenfamilie Scheibler um 1760 erbaute prachtvolle Rote Haus. Es vereint die Funktionen als den Ort dominierendes repräsentatives Wohnhaus, Kontor, Lager und Fabrikationsgebäude am Zufluss des Laufenbachs in die Rur. Die Scheiblers importierten ihre Wolle von spanischen Merinoschafen über Antwerpen und Rotterdam. Zum Niedergang der Textilindustrie im 19. Jahrhundert trugen die preußische Zollpolitik und der verspätete Anschluss der Stadt an das Eisenbahnnetz bei. Die letzte Textilfabrik in Monschau war die Streichgarnspinnerei Rheinische Wollwerke Monschau auf Burgau, die 1982 den Betrieb einstellte. In den verbliebenen Gebäuden sind der Monschauer Handwerkermarkt sowie eine „römische“ Glashütte und der Lernort Natur, ein Museum und Lernort, in dem die Kreisjägerschaft Aachen eine Sammlung von über 1000 Tierpräparaten zeigt, untergebracht.

### Kreisstadt Monschau
Von 1816 bis 1971 war Monschau Kreisstadt des damaligen Kreises Monschau; dieser gehörte zum damaligen Regierungsbezirk Aachen. Sowohl der Kreis als auch der Regierungsbezirk wurden am 1. Januar 1972 durch das Aachen-Gesetz aufgelöst.

### Kriegsgefangenenlager im Zweiten Weltkrieg
In Monschau befand sich im Zweiten Weltkrieg ein Kriegsgefangenenlager, hauptsächlich für sowjetische Kriegsgefangene. Es befand sich wahrscheinlich auf dem Gebiet der bis 1972 selbstständigen Gemeinde Imgenbroich, etwa auf dem heutigen Sportplatz zwischen Monschau und Imgenbroich, nördlich der „Flora“, am heutigen Kreisverkehr. Um 1960 wurden etwa 162 Tote auf die Sowjetische Kriegsgräberstätte Simmerath-Rurberg umgebettet.

### Pockenepidemie 1962
Im Jahr 1962 waren Monschau und sein Umland Schauplatz einer der letzten Pockenepidemien in Deutschland. Die damals in Deutschland schon nahezu als ausgerottet geltende Krankheit schleppte ein Mitarbeiter eines Maschinenbauunternehmens, der auf Montage in Indien tätig gewesen war, ein. Insgesamt forderte der Ausbruch der Krankheit eine Tote, vier sehr schwer und 33 mittelschwer Erkrankte. Für rund 700 Personen wurde Quarantäne angeordnet. Die medizinische Versorgung auch der nicht erkrankten Bevölkerung gestaltete sich teilweise schwierig, da es umliegende Krankenhäuser aus Sorge, die Infektion einzuschleppen, ablehnten, Patienten aus der Region aufzunehmen. „Jeder Monschauer stand im Verdacht, die Pocken einzuschleppen.“ Der Roman Monschau (2021) von Steffen Kopetzky spielt vor dem Hintergrund dieses Pockenfalls.

## Politik

### Stadtrat
- CDU: 14
- FDP: 2
- SPD: 3
- Grüne: 7

Die Kommunalwahl am 13. September 2020 ergab folgendes Endergebnis:
| Parteien und Wählergemeinschaften      | Parteien und Wählergemeinschaften           | Sitze | Stimmenanteil |
| -------------------------------------- | ------------------------------------------- | ----- | ------------- |
| CDU                                    | Christlich Demokratische Union Deutschlands | 14    | 51,3 %        |
| SPD                                    | Sozialdemokratische Partei Deutschlands     | 3     | 12,5 %        |
| GRÜNE                                  | Bündnis 90/Die Grünen                       | 7     | 27,4 %        |
| FDP                                    | Freie Demokratische Partei                  | 2     | 7,6 %         |
| BF 21                                  | Bürgerforum 21 (Freie Wähler)               | –     | 1,1 %         |
| Gesamt                                 |                                             | 26    | 100 %         |
| Wahlbeteiligung: 60,0 % (2014: 64,0 %) |                                             |       |               |

Die CDU hat seit dem Ende des Zweiten Weltkriegs die absolute Mehrheit im Stadtrat.

### Bürgermeisterin

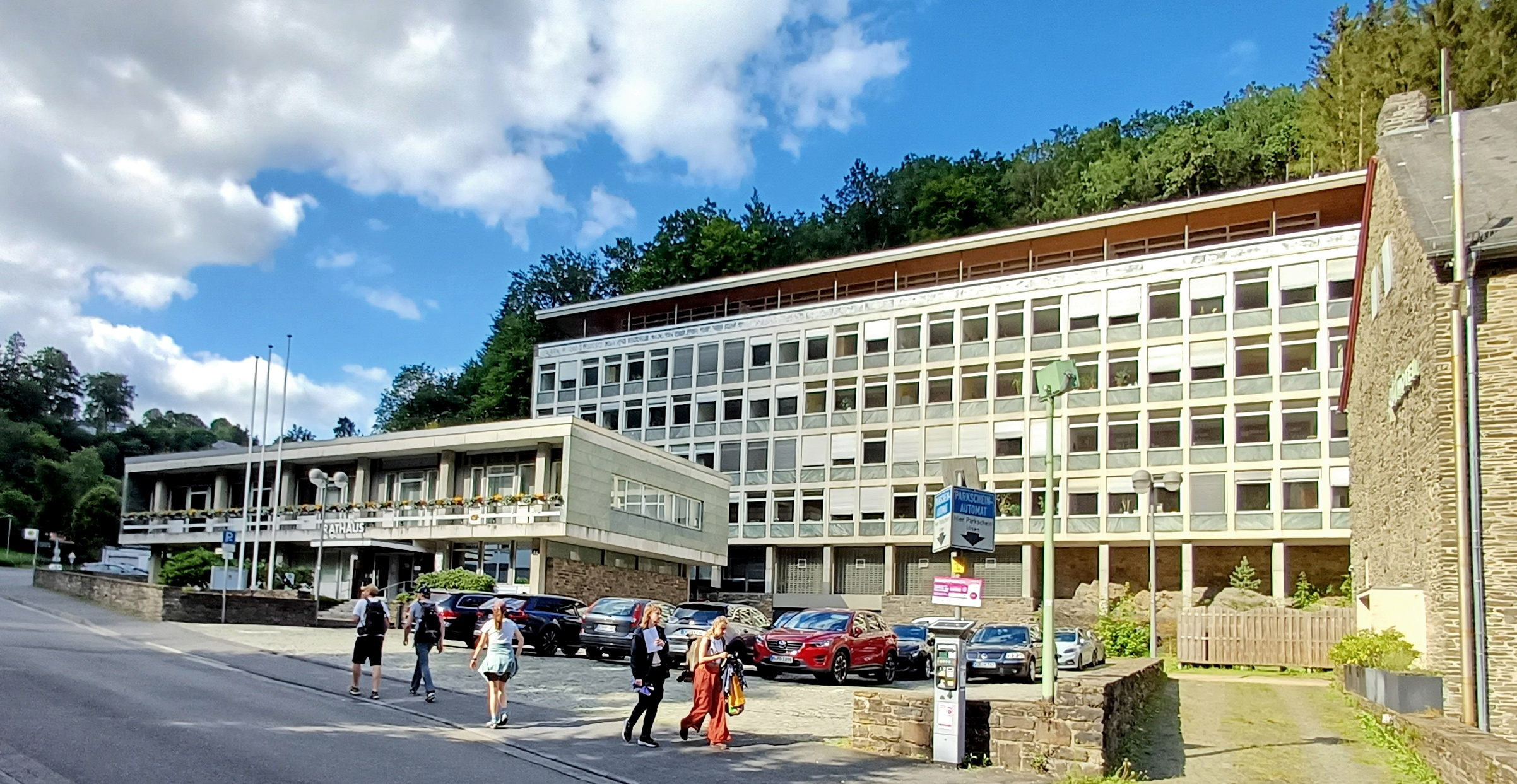
Neues Rathaus Monschau, Laufenstraße

Zur Bürgermeisterin wurde im Mai 2022 die Hochschullehrerin Carmen Krämer (parteilos, von Bündnis 90/Die Grünen nominiert) mit 62,62 % der Stimmen gewählt. Sie lag damit vor ihrem konservativen Herausforderer Micha Kreitz (CDU), der in der Stichwahl nur rund ein Drittel der Wähler in der CDU-Hochburg Monschau für sich gewinnen konnte. Krämer löste damit die erst 2020 gewählte Silvia Mertens (Bündnis 90/Die Grünen) ab, die aus gesundheitlichen Gründen ihr Amt niederlegte.

### Städtepartnerschaft
Monschau unterhält seit 1975 eine Städtepartnerschaft mit Bourg-Saint-Andéol (Frankreich).

### Wappen
| Wappen von Monschau | Blasonierung: „In Gold ein linksgewendeter, rotbezungter und -bewehrter, schwarzer Löwe, einen silbernen Schild mit neun (4:3:2 gestellten) roten Kugeln zwischen der linken Hinter- und rechten Vorderpranke haltend.“                                                              |
| Wappen von Monschau | Wappenbegründung: Der schwarze Löwe ist der Löwe des Herzogtums Jülich, zu dessen Herrschaft Monschau 1435 kam, der kleine Schild trägt das Wappen der Herren von Schönforst, die seit 1354 über Monschau herrschten. Das Wappen wurde 1940 erteilt und am 16. April 1974 bestätigt. |

## Kultur und Sehenswürdigkeiten

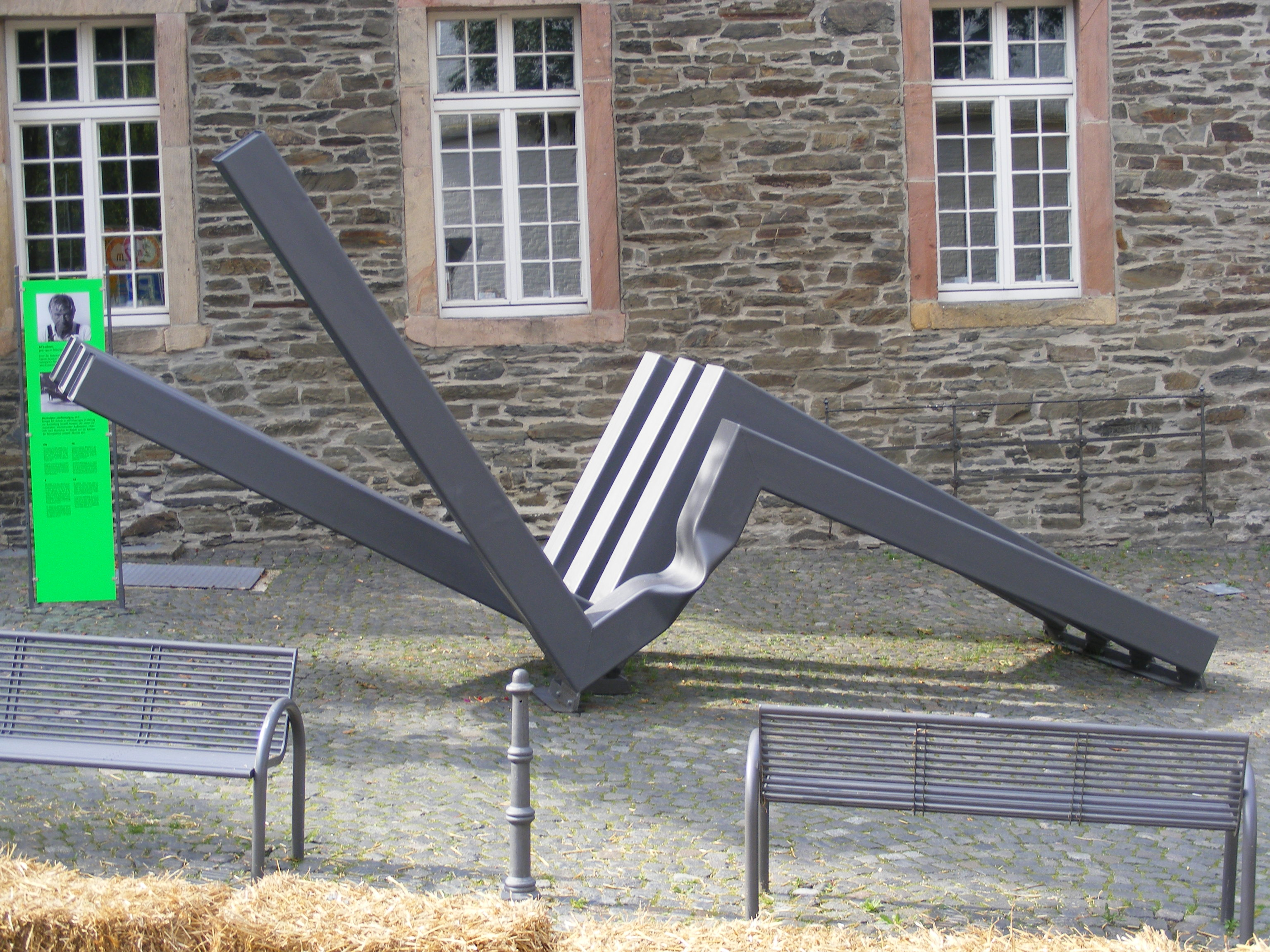
Verformung 14, 17-1

- 1971 verpackte das Künstlerpaar Christo und Jeanne-Claude auf Initiative des Kunstkreis Monschau und des Journalisten Willi Bongard die Haller-Ruine und Teile der Monschauer Burg. Das CHRISTO projekt monSCHAU stellt eine der ersten großen Open-Air-Verhüllungen der Künstler dar.[13]
- Die Skulptur Verformung 14, 17-1 fertigte Alf Lechner 1970 für die Ausstellung Umwelt-Akzente in Monschau. Zurückgekommen ist die Plastik im August 2011 im Rahmen der Retrospektive Umwelt-Akzente. Standort heute: hinter dem Aukloster, Austraße, Schleidener Straße.
- Das Fotografie Forum der Städteregion Aachen, bis 2020: „Kunst- und Kulturzentrum Monschau“ (KUK), zeigt wechselnde Kunstausstellungen, seit 2020 mit dem Schwerpunkt Fotografie.[14] In der ersten Hälfte des 20. Jahrhunderts hielt sich der Maler August von Brandis (1859–1947) in Monschau auf. Ihm war 1999 eine Retrospektive gewidmet, die im Haus Troistorff gezeigt wurde.
- Das Kolpinghaus Monschau, öffentliche Schulungs- und Veranstaltungsstätte im Besitz des Kolpingwerks von Monschau

### Museen

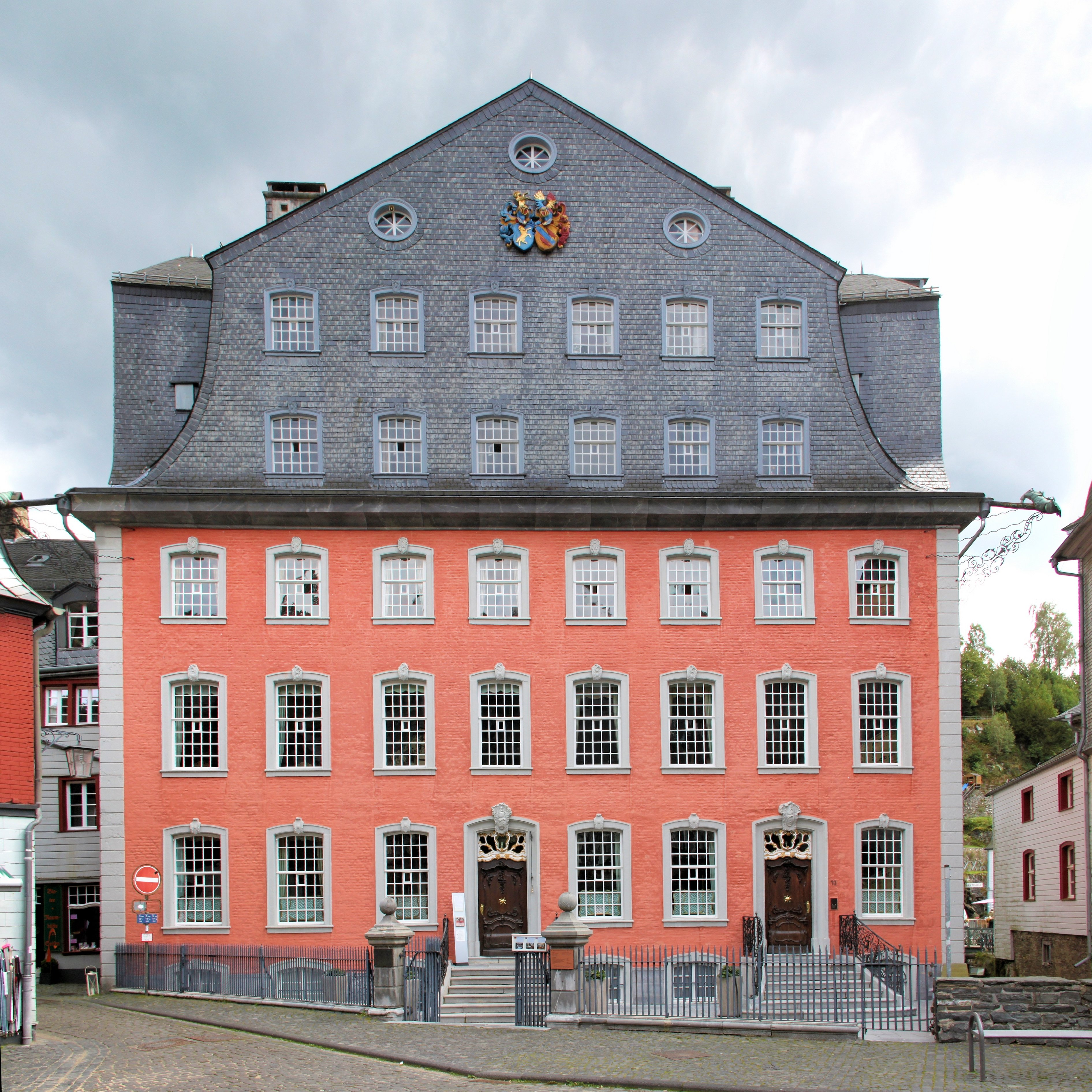
Rotes Haus

- Rotes Haus, Stiftung-Scheibler-Museum: Bürgerliche Wohnkultur des 18. und 19. Jahrhunderts
- Senfmühle Monschau, erbaut 1882
- Druckerei-Museum Weiss im Ortsteil Imgenbroich
- Römische Glashütte mit dem Erlebnismuseum Lernort Natur, seit 2014 ein Museum und Lernort, in dem die Kreisjägerschaft Aachen eine Sammlung von über 1000 Tierpräparaten zeigt.[15]
- Sparkassen-Museum[16]

Bis 2019 bestand zudem das Brauerei-Museum Felsenkeller.
Siehe auch: Liste der Museen in der Städteregion Aachen

### Bauwerke

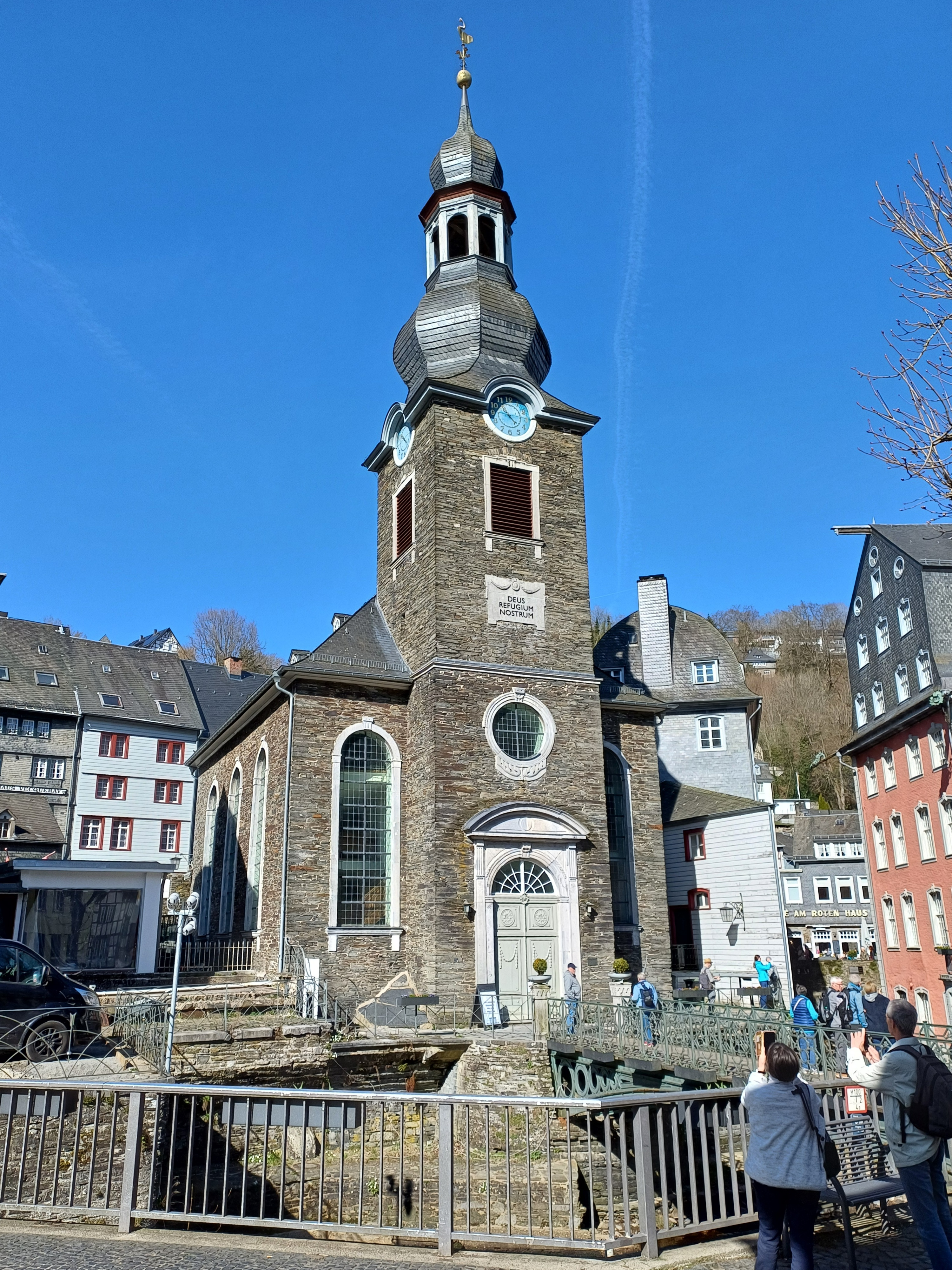
Ev. Stadtkirche

Monschau besitzt über 330 denkmalgeschützte Bauwerke, so dass hier nur eine Auswahl genannt werden kann.
- Burg Monschau mit der Schlosskapelle
- Die Evangelische Stadtkirche Monschau wurde 1787–89 von Wilhelm Hellwig als rechteckiger Bruchsteinbau erbaut und 1810 fertiggestellt.[17] Der helle Innenraum mit seinen wertvollen Stuckaturen an Decke und Wänden und den Schnitzereien an der Prinzipalwand im Stil des Louis-seize zeigt nach aufwändiger Instandsetzung der Kirche (2005–2014) wieder die ursprüngliche Gestalt.[18] Die barocke Schweifhaube des Kirchturms stammt von der 1784 durch Eisgang zerstörten lutherischen Kirche in Mülheim am Rhein, heute ein Stadtteil Kölns. Auf der Kirchturmspitze befindet sich kein Wetterhahn, sondern ein Schwan, als Symbol für den Martin Luther, was im Rheinland eine Seltenheit ist.
- Das Rote Haus der Tuchfabrikantenfamilie Scheibler ist heute als Museum zugänglich. Es ist ein Doppelhaus und wurde 1768 fertiggestellt. Johann Heinrich Scheibler (1705–1765), der Eigentümer, hatte die Monschauer Tuchindustrie zur höchsten Blüte gebracht. Die linke Hälfte ist das Wohnhaus und heißt „Zum goldenen Helm“, die rechte Seite, „Zum Pelikan“, ist Kontorhaus. Glanzstück der Ausstattung ist die durch drei Etagen führende Holztreppe im Wohnhaus.
- Haus Troistorff wurde 1783 für das Ehepaar Troistorff als repräsentatives Stadthaus erbaut. Es wurde lange Zeit dem Aachener Architekten Jakob Couven zugeschrieben, was aber unwahrscheinlich ist.[19] Seit 2009 in Besitz der Städteregion Aachen und Nutzung für Empfänge, Tagungen, Hochzeiten oder Ausstellungen.
- Pfarrkirche St. Mariä Geburt im Stil des Bauernbarock, erbaut 1649 bis 1650, ein in rohem Bruchsteinmauerwerk errichteter Saalbau, mit einem leicht geschweiften Satteldach. Anstelle eines Turmes hat die Kirche einen Dachreiter mit einem Spitzhelm. Der eingezogene niedrigere Chor hat einen Dreiachtelabschluss. Die Kirche gilt als schönstes Bauwerk des Bauernbarocks in der Nordeifel.[20]
- Haller (Befestigung)
- Die katholische Hauptpfarrkirche (Aukirche) St. Mariä Empfängnis wurde in den Jahren 1725–1751 von Minoriten als Klosterkirche des Minoritenklosters Monschau errichtet und an das kurz vorher entstandene Kloster (Aukloster) angebaut. Die Loretokapelle – das erste Kirchlein der Minoriten – wurde in die neue Aukirche integriert.[21]

### Regelmäßige Veranstaltungen
Weit über die Umgebung bekannt sind die Monschau Klassik auf der Monschauer Burg sowie der Monschauer Weihnachtsmarkt, der alljährlich von zehntausenden Gästen besucht wird.

#### Überregionaler Sport

Zuschauer beim Kanurennen am Rosenthal März 2017

Zu zwei Terminen im Frühjahr treffen sich Kanuten seit mehr als Jahren in Monschau zu internationalen Veranstaltungen, einem Slalom (wird nicht mehr durchgeführt) und einem Wildwasserrennen. Letzteres ist das nördlichste in Deutschland. Die Termine im Frühjahr resultieren daraus, dass nur zu diesem Zeitpunkt der Wasserstand in der Rur die Rennen zulässt. Zusätzlich wird in der Regel Wasser aus der Perlenbachtalsperre abgelassen, um den Pegelstand zu erhöhen. Künstliche Hindernisse im Fluss erhöhen die Schwierigkeiten zusätzlich.
Überregional bekannt ist der Monschau-Marathon über 760 Höhenmeter, der immer im August stattfindet.
Von 1948 bis 1952 fand in Monschau das innerstädtische Burgringrennen statt.

## Wirtschaft und Infrastruktur
Die „Senfmühle Monschau“ wurde Ende des 18./Anfang des 19. Jahrhunderts am Ufer des Laufenbachs als „Laufentaler Mühle“ für die Textilverarbeitung errichtet und ist seit 1952 in Besitz der Familie Breuer, deren Schwerpunkt die Senfproduktion ist.
AMU Arbeitsgemeinschaft Monschauer Unternehmen ist der Zusammenschluss von Unternehmen aus allen Wirtschaftsbereichen. Gegründet wurde die Arbeitsgemeinschaft im Jahre 1993.
HIMO Handwerksinnovationszentrum Monschau.Vermietet in Imgenbroich Gewerberäume an Firmenneugründer.

### Verkehr
Monschau ist durch verschiedene regionale Buslinien der ASEAG mit u. a. Simmerath, Aachen und Eupen verbunden. Es gilt der Tarif des Aachener Verkehrsverbundes. Sämtliche Linien treffen an der zentralen Haltestelle Imgenbroich Bushof zusammen. Die zentrale Haltestelle der Monschauer Innenstadt ist die Haltestelle Monschau Altstadt nahe der Ortsmitte. Seit März 2016 verkehrt in Monschau wochentags zu bestimmten Zeiten zusätzlich ein Rufbus-System der ASEAG unter dem Namen NetLiner. An Sonn- und Feiertagen von April bis Oktober verkehrt eine Fahrt der RVK-Linie 815 als Fahrradbus von Kall nach Monschau und zurück.
| Linie             | Betreiber   | Linienweg |
| ----------------- | ----------- | --- |
| 66                | ASEAG       | Während der Sperrung der B258 in Konzen wird Konzen nur vom Schülerverkehr und vom NetLiner bedient. Aachen Bushof – Kaiserplatz – Josefskirche – Bf Rothe Erde – Forst – Brand – Kornelimünster – Walheim – Friesenrath – Roetgen –Konzen Bf. – Breitestr. – Am Gericht – Imgenbroich – Monschau        |
| 82                | ASEAG       | Simmerath – (Konzen –) Imgenbroich – Monschau Altstadt |
| 84                | ASEAG       | Monschau Altstadt – Höfen – Alzen – Rohren – Widdau – Imgenbroich |
| 85                | ASEAG       | Imgenbroich – / Monschau Altstadt – Mützenich – Reichenstein – Kalterherberg Kirche – Kalterherberg Oberdorf – Kleinfrankreich |
| 385               | ASEAG / TEC | Eupen Bushof – Ternell Naturzentrum (B) – Mützenich (D) – Monschau – Kalterherberg Kirche – Kalterherberg Bf (AVV-Tarif gilt nur im deutschen Streckenabschnitt) |
| 815               | RVK         | Wald-Linie (Fahrradbus mit Anhänger, nur sonn- und feiertags von April bis Oktober): Kall Bf – Kall Gemünder Str – Anstois – Gemünd – Herhahn – Dreiborn – Wahlerscheid – Höfen – Monschau |
| SB66              | ASEAG       | Während der Sperrung der B258 in Konzen wird Konzen nur vom Schülerverkehr und vom NetLiner bedient. Schnellbus: Aachen Bushof – Kaiserplatz – Scheibenstraße – Bf Rothe Erde – Brand – Kornelimünster – Walheim – Friesenrath – Roetgen – Konzen Bf. – Breitestr. – Am Gericht – Imgenbroich – Monschau |
| NetLiner Monschau | ASEAG       | NetLiner: Fährt 30 min. nach der Buchung. Fährt Mo–Fr von 8–12 Uhr und von 15–21 Uhr. Bedient: Monschau Altstadt, Imgenbroich, Konzen, Mützenich, Kalterherberg, Höfen, Alzen, Rohren, und Widdau |

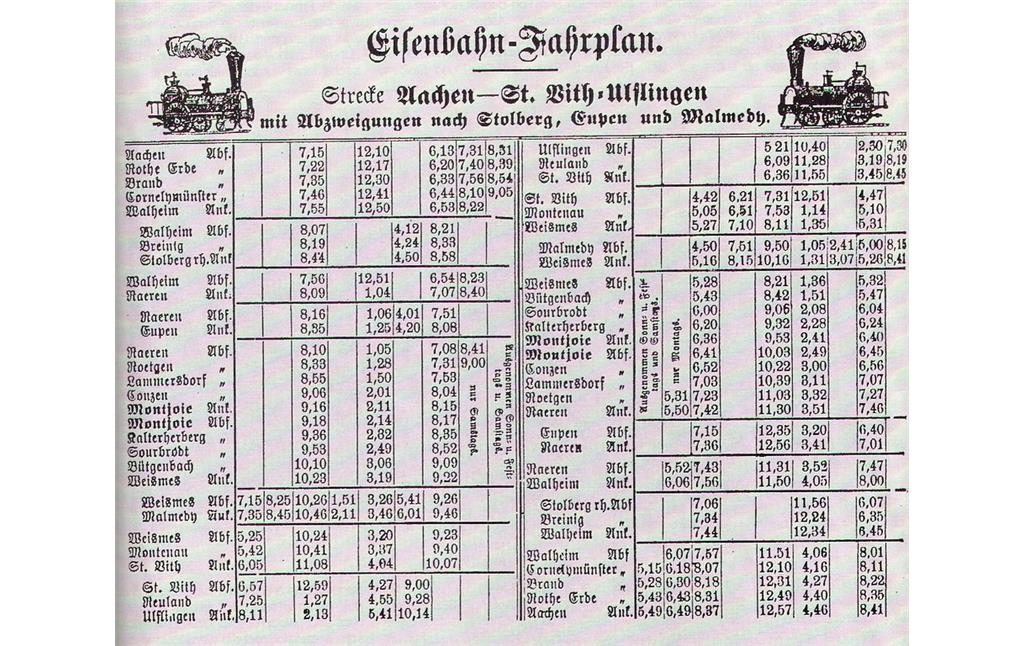
Vennbahn

Die ehemals bedeutende Vennbahn, welche noch bis 2001 als Museumsbahn genutzt wurde und u. a. Bahnhöfe in Monschau, Konzen und Kalterherberg besaß, ist heute stillgelegt und wurde 2010 für die Errichtung des Vennbahnradweges ab- und umgebaut. Der ehemalige Bahnhof von Monschau liegt heute auf dem Gemeindegebiet von Weismes. Durch den Ort verläuft die Bundesstraße 258 von Norden nach Süden. In der Innenstadt verkehrt eine Wegebahn, die Stadtbahn Monschau.

### Tourismus

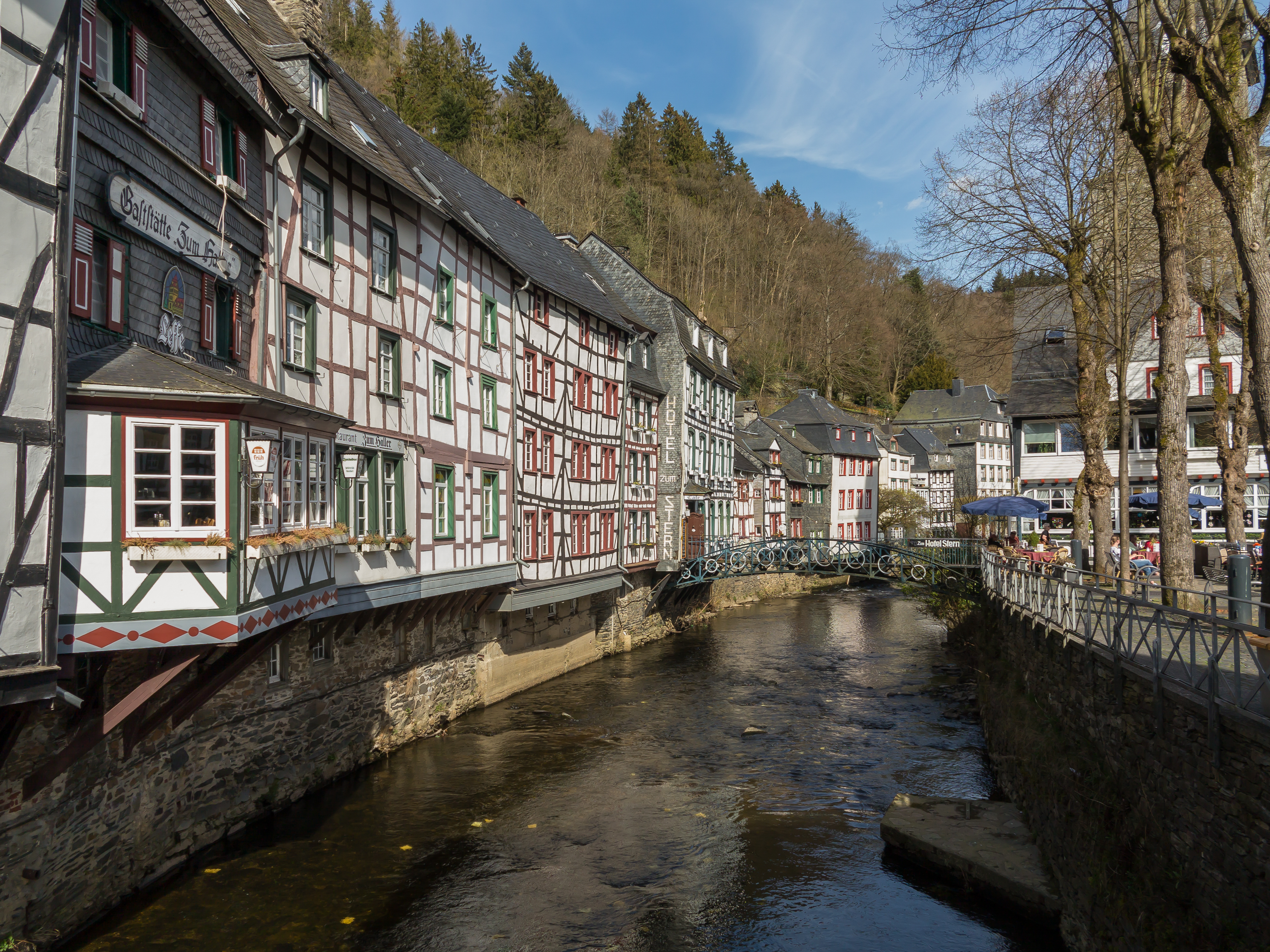
Blick auf Fachwerkhäuser von der Brücke über die Rur

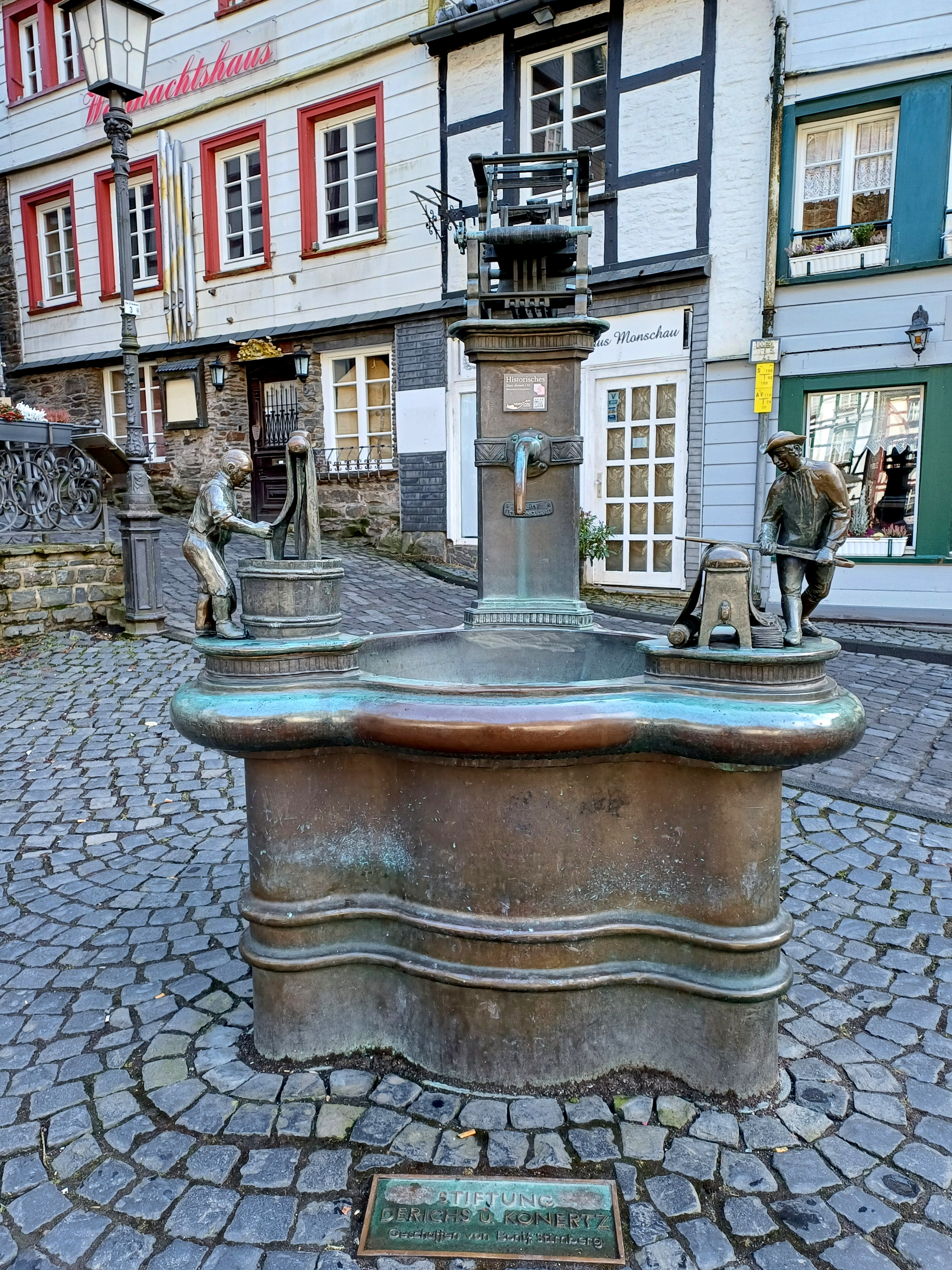
Weberbrunnen

Monschau, das sich seit 1996 Luftkurort nennen darf, zieht mit seiner pittoresken Verwinkeltheit vor allem in den warmen Monaten Touristenströme an. Inmitten der mittelalterlichen Stadtanlage, die vom Flüsschen Rur durchzogen wird, dominieren schieferverkleidete Häuser und Fachwerkbauten mit Cafés, Gaststätten oder Kunsthandwerks- und Souvenirläden. Parkplätze sind um den Stadtkern herum angelegt. Die Stadt ist Mitglied im Arbeitskreis Historische Stadtkerne Nordrhein-Westfalens.

### Radwege
Durch den Ort führen die Radwanderwege:
- Eifel-Höhen-Route, der als Rundkurs um den Nationalpark Eifel führt;
- RurUfer-Radweg, der die höchste Erhebung des Hohen Venn mit der Mündung der Rur in die Maas verbindet.
- Vennbahn (Radweg) auf der alten Vennbahntrasse zwischen Aachen und Luxemburg[30]

### Schulen

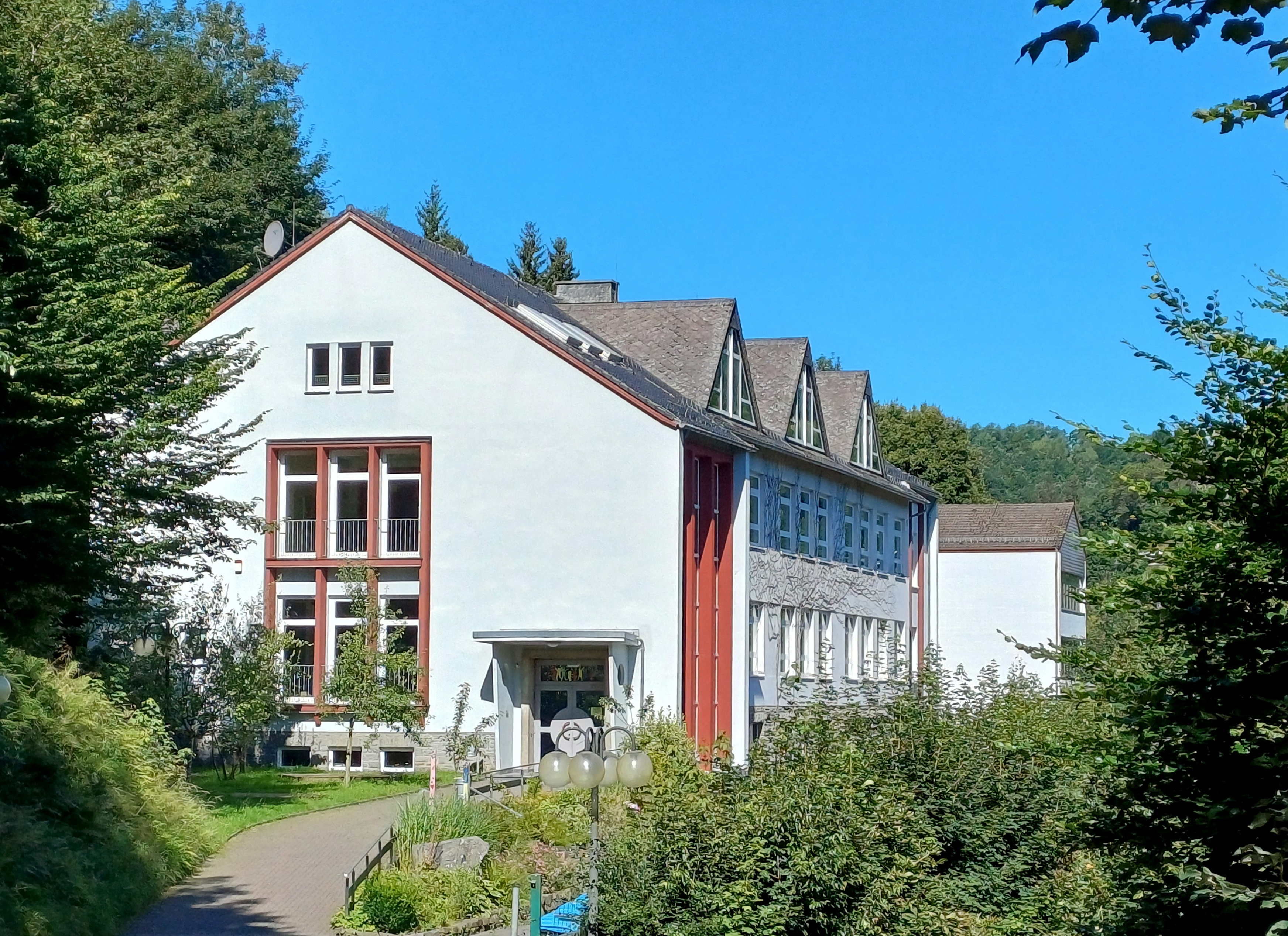
Bischöfliche Mädchenrealschule

Die Gemeinde Monschau unterhält drei Grundschulen in den Ortsteilen Konzen, Mützenich und Höfen, der Schulstandort in Imgenbroich wurde 2019 zu Gunsten des Standorts in Konzen aufgegeben. Schülern mit Hauptschul-, Realschul- und Gymnasialempfehlung steht das 1835 gegründete St.-Michael-Gymnasium in Monschau zur Verfügung. Schüler mit Migrationshintergrund und den daraus resultierenden Sprachschwierigkeiten besuchen die internationale Klasse am St.-Michael-Gymnasium. Zum Sommer 2013 eröffnete die Gemeinde Monschau in enger Kooperation mit den Nachbargemeinden Hürtgenwald, Roetgen und Simmerath die Sekundarschule-Nordeifel. Diese fünfzügige Schule steht Kindern und Jugendlichen mit allen Schulempfehlungen offen. Sie ist technisch-naturwissenschaftlich orientiert, bietet zudem vier moderne Fremdsprachen (Englisch, Französisch, Spanisch, Niederländisch), einen Ganztagsbetrieb und greift wesentliche Elemente der Dalton-Pädagogik auf. Sowohl die Gemeinschaftshauptschule als auch die Elwin-Christoffel-Realschule in Monschau sind wegen sinkender Schülerzahlen im Sommer 2018 geschlossen worden. Die katholische Mädchenrealschule in Trägerschaft des Bistums Aachen befindet sich in Schließung und wird spätestens 2026 den Schulbetrieb einstellen.

## Monschau als Kulisse für Kino- und Fernsehfilme
Die Altstadt von Monschau wurde mehrmals als Kulisse für Filmaufnahmen genutzt. Unter anderem wurden folgende Filme teilweise in Monschau gedreht:
Schwarze Hochzeit (1992), Tatort: Kressin und der Laster nach Lüttich (1971), der Fernseh-Zweiteiler Die Stadt im Tal unter der Regie von Wolfgang Petersen (1974), Brennendes Schweigen (nach dem Roman „Eifel-Schnee“ von Jacques Berndorf, 2001), die Krimiserie Schimanski mit Götz George in der Titelrolle (2005), der Film Freischwimmer (2007), Ohne dich (2013) sowie der ARD-Fernsehfilm Weihnachten für Einsteiger (2014) mit Anna Fischer und Oliver Wnuk in den Hauptrollen. Des Weiteren war die Monschauer Altstadt 2014 Drehort für den im August 2016 angelaufenen Actionfilm Collide mit Felicity Jones, Nicholas Hoult, Sir Anthony Hopkins, Sir Ben Kingsley, Nadia Hilker, und seit 2015 die Degeto-Reihe Die Eifelpraxis mit Rebecca Immanuel (bis 2018), Simon Schwarz (ab 2015) und Jessica Ginkel (seit 2020) sowie The Missing (2. Staffel) 2016. 2020 veröffentlichte Netflix die dreiteilige Miniserie ÜberWeihnachten, die hauptsächlich in Monschau spielt. 2021 wurde die Miniserie Ferdinand von Schirach – Glauben größtenteils in Monschau gedreht, wobei es die fiktive Kleinstadt Ottern darstellt.

## Sonstiges

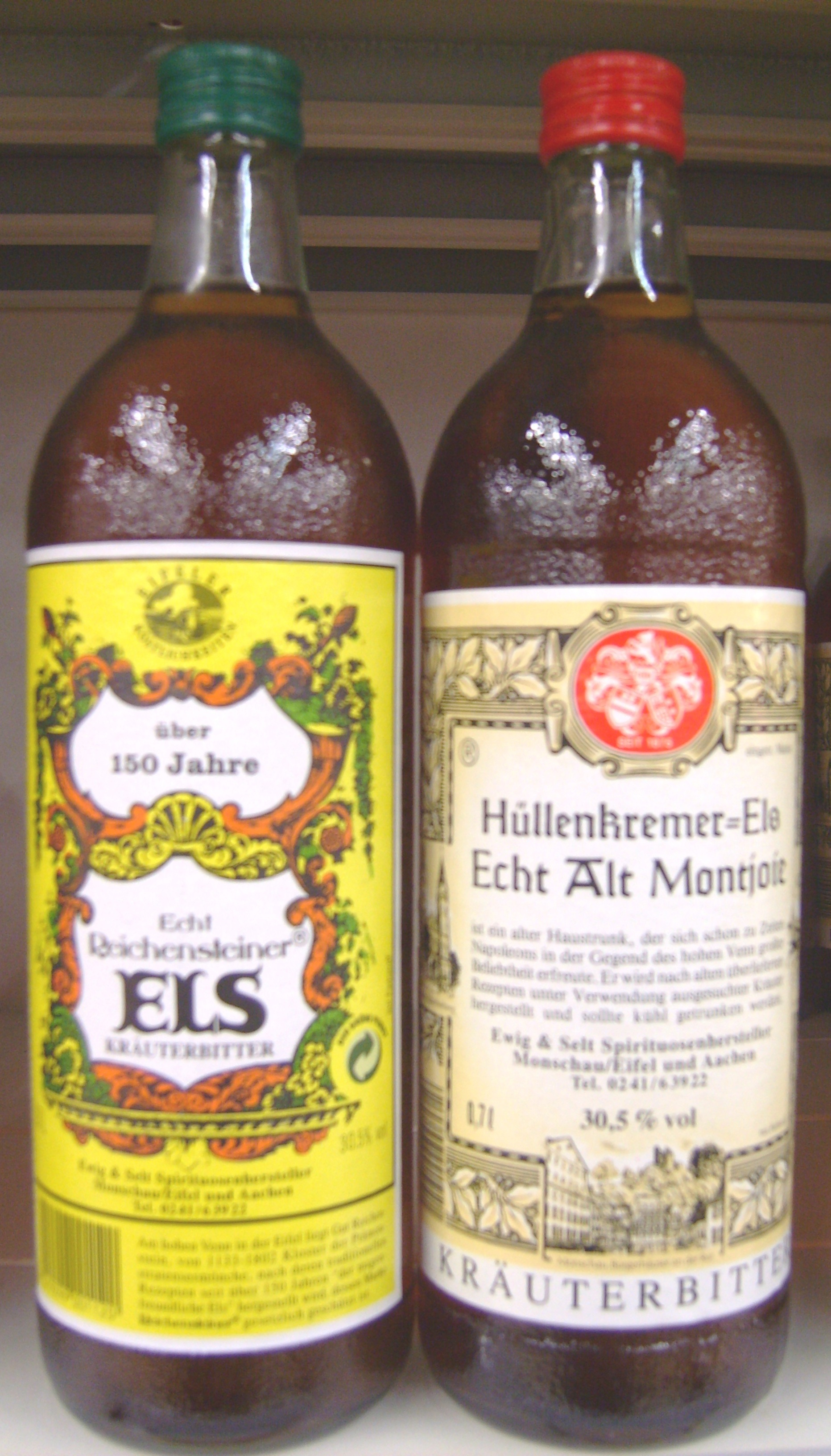
Lokalgetränk Els

Auf dem Gebiet der Stadt sind zahlreiche Bunkerruinen und Panzersperren des ehemaligen Westwalles zu finden.
Unter der 1966 fertiggestellten Monschauer Elwin-Christoffel-Realschule befindet sich als Relikt des Kalten Krieges ein Notkrankenhaus mit 400 Betten.
Der Bundesnachrichtendienst (BND) betrieb im Ortsteil Höfen eine Abhöranlage unter dem Decknamen Bundesstelle für Fernmeldestatistik. Hier wurde zu der Zeit, als Bonn Hauptstadt der Bundesrepublik Deutschland war, Funkverkehr von Botschaften aus dem Ostblock abgehört. Im Oktober 2009 wurde damit begonnen, die Sendemasten abzubauen.
Am 10. Oktober 2024 wurde Monschau von den Lesern des Online-Reisemagazins „Travelbook“ zur Schönsten Kleinstadt Deutschlands gekürt.

## Söhne und Töchter der Stadt
- Christian Felix Ackens (1816–1886), Chorleiter und Komponist
- Alfons Bellesheim (1839–1912), Kirchenhistoriker und Stiftspropst am Aachener Dom
- Carl de Berghes (1782–1869), Baumeister, Geodät und Kartograf, Oberst einer mexikanischen Bürgerwehr und Autor
- Daniela Billig (* 1970), Politikerin
- Elwin Bruno Christoffel (1829–1900), Mathematiker
- Hans-Dieter Collinet (* 1943), Ministerialdirigent i. R.
- Wilmont Haacke (1911–2008), Publizistikwissenschaftler und Hochschullehrer
- Eberhard Hoesch (1790–1852), Industrieller
- Andreas Hupke (* 1950), Politiker
- Wilhelm Jansen (1866–1943), Vereinsfunktionär der Jugendbewegung, Landwirt und Rittergutsbesitzer
- Wilhelm Jansen (1888–1942), Buchdrucker, NS-Opfer
- Erich Kirschbaum (1879–1941), Jurist und Landrat
- Genoël von Lilienstern (* 1979); Komponist
- Franz Mathar (1936–2020), Grafik-Designer und Schriftsteller
- Ludwig Mathar (1882–1958), Schriftsteller
- Carl Degenhard Menzen (1849–1931), Jurist, Amtsgerichtsrat und Autor
- Karl von Monschau (* 1944), Bildender Künstler und Ausstellungskurator
- Wilhelm Mundy (1742–1805), Textilfabrikant
- Johann Heinrich Offermann (1748–1793), Textilfabrikant
- Bonifacio Oslaender (1836–1904), Benediktiner und Abt von Sankt Paul vor den Mauern
- Carl Reuter (1900–1979), Politiker (NSDAP)
- Bernhard Georg von Scheibler (1724–1786), Tuchfabrikant in Monschau, Hagen und Herdecke
- Carl Wilhelm Scheibler (1820–1881), Industrieller in Lodsch
- Friedrich von Scheibler (1777–1824), Tuchfabrikant in Iserlohn, Maire von Iserlohn
- Helmuth Scheibler (1882–1966), Chemiker und Hochschullehrer an der TU Berlin
- Johann Heinrich Scheibler (1777–1837), Samt- und Seidenfabrikant in Krefeld, Musiktheoretiker
- Ludwig Scheibler (1848–1921), Kunsthistoriker und Direktor des Wallraf-Richartz-Museum in Köln
- Walter Scheibler (1880–1965), Bürgermeister der Stadt Monschau
- Friedrich Schmitz (1762–nach 1813), Kaufmann, Abgeordneter des Königreichs Westphalen
- Hermann Schnitzler (1905–1976), Kunsthistoriker
- Mario Theissen (* 1952), BMW-Motorsport-Direktor
- Christian Urhan (1790–1845), Violinist, Organist und Komponist
- Hubert vom Venn (* 1953), Kabarettist
- Vincent Weber (1902–1990), Maler und Zeichner
- Hans Georg Weiss (1927–2008), Unternehmer und Politiker
- Peter Josef Weiß (1926–2012), Journalist und Heimatforscher

## Personen in Verbindung mit Monschau
- Johann Heinrich Scheibler (1705–1765), Tuchfabrikant und Erbauer des Roten Hauses
- Paul Siebertz (1915–1997), Porträt- und Landschaftsmaler
- Erich Charlier (1924–2015), Grafiker, Glasmaler und Pädagoge
- Kaspar Vallot (1925–2024), Journalist
- Willi Bongard (1931–1985), Publizist, Kunst- und Wirtschaftsjournalist
- Dieter Call (* 1961), bildender Künstler und Musiker, lebt in Konzen
- Rebecca Mir (* 1991), Model und Moderatorin, in Monschau-Imgenbroich aufgewachsen, besuchte das St.-Michael-Gymnasium